# 진성역
진성역(Jinseong station, 晉城驛)은 경상남도 진주시 진성면에 위치했던 경전선의 철도역이다. 2012년 12월에 경전선 마산 - 진주 복선이 개통되어 폐역되었다. 1면 1선의 곡선 승강장 구조였으며, 반성역과의 원격통화장치가 갖춰져 있었다.

## 연혁
- 1925년 6월 15일 : 이천역(耳川驛)이라는 이름으로 무배치간이역으로 영업 개시[1]
- 1944년 6월 15일 : 폐지[2]
- 1950년 4월 1일 : 진성역으로 무배치간이역으로 영업 재개[3]
- 1975년 1월 5일 : 을종대매소 지정
- 1988년 1월 1일 : 을종대매소 지정해제, 승강장 이설
- 2012년 10월 23일 : 경전선 마산 - 진주간 복선 개통 및 폐역